# Jeunes filles d'hier et d'aujourd'hui
Pour plus de détails, voir Fiche technique et Distribution.
Jeunes filles d'hier et d'aujourd'hui est un film muet français réalisé par Louis Feuillade, sorti en 1915.

## Fiche technique
- Titre : Jeunes filles d'hier et d'aujourd'hui
- Réalisation : Louis Feuillade
- Scénario : Louis Feuillade
- Société de production : Société des Établissements L. Gaumont
- Pays d'origine :  France
- Langue : film muet avec les intertitres  en français
- Format : Noir et blanc — 35 mm — 1,33:1 — Muet
- Métrage :
- Genre :
- Durée :
- Dates de sortie :
  -  France : 1915

## Distribution
- Musidora
- Marthe Vinot